# Berkel-Enschot

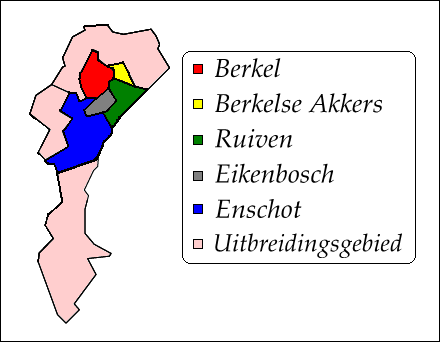
Overzicht van buurtschappen in Berkel-Enschot

Berkel-Enschot (Brabants: Bèhrkel) is een dorp in de Nederlandse provincie Noord-Brabant. Sinds 1997 is het onderdeel van de gemeente Tilburg.
Van 1811 tot 1996 was het een zelfstandige gemeente, met in het laatste jaar 10.596 inwoners op een oppervlakte van 19,82 km². De hoofdplaats was Berkel-Enschot, bestaande uit twee dicht bij elkaar gelegen en later aan elkaar gegroeide boerendorpen, die met Heukelom een gemeente vormden. Bij de gemeentelijke herindeling per 1 januari 1997 kwam Berkel-Enschot bij Tilburg en Heukelom bij de gemeente Oisterwijk.
In Berkel-Enschot waren in de Eerste en Tweede Wereldoorlog veel soldaten ingekwartierd. Na de Tweede Wereldoorlog werd Berkel-Enschot een snel groeiend dorp dat profiteerde van de Tilburgse (textiel)industrie.

## Ligging
Berkel-Enschot ligt tussen Tilburg en Oisterwijk. Berkel ligt noordelijker dan Enschot, de parochiekerken staan anderhalve kilometer van elkaar.
Omliggende dorpen en gehuchten zijn, alfabetisch: Brem, Heikant, Heuveltje, 't Hoekske, Hoog-Heukelom, Hoogeind, de Kraan, Laag-Heukelom, Loonse Hoek, Moergestel, Oisterwijkse hoeve en Udenhout.

## Toponymie
De namen Berkel en Enschot komen van oudere aanduidingen 'Berkeloo' (geattesteerd in 1214) en 'Endeschit' (1164), die 'Berkenbos' en 'Eindgrens' betekenen. Gezien de Oudnederlandse betekenis kan schit op scheiding duiden, mogelijk een waterscheiding.

## Geschiedenis
In 2009 vonden opgravingen plaats bij de buurtschap Rauwbraken, die wezen op bewoning in de jonge steentijd, zo'n 5000 v.Chr.
Over de oude geschiedenis van Berkel-Enschot is weinig bekend, en tot en met de 18e eeuw zijn de gegevens over bewoning en bestuur onvolledig.
Sedert 1180 was er sprake van een parochie te Enschot, die gewijd was aan de heilige Michaël en tot 1826 werd bediend door de Norbertijnen. De parochie viel onder West-Tilburg, wat tegenwoordig Tilburg heet. De Sint-Willibrorduskapel van Berkel, later de Sint-Willibrordkerk, viel onder de parochie Oost-Tilburg (Oisterwijk). In 1723 splitste de parochie Udenhout-Berkel zich van Oost-Tilburg af. Pas in 1852 werd Berkel een ook van Udenhout onafhankelijke parochie.
De drie dorpen (Berkel, Enschot en Heukelom) die oorspronkelijk de gemeente Berkel-Enschot vormden, waren sinds de 11e eeuw ook bestuurlijk met Groot-Tilburg verbonden, vooral in rechtspraak en administratie. In 1803 werden de toenmalige schepenbanken opgeheven en vervangen door schoutambten. Enschot en Heukelom vielen toen onder het schoutambt Oisterwijk, en Berkel vormde samen met Udenhout een schoutambt. Dit alles duurde tot 1811. Op 1 juli 1811 was er een plan om drie maires (burgemeesters) te installeren, maar in oktober bleek er maar één te zijn, de heer Vugts. Het gemeentebestuur vergaderde in een school in Enschot en de gemeente werd als Berkel-Enschot-Heukelom aangeduid. Udenhout werd in 1814 zelfstandig en de naam Berkel-Enschot-Heukelom werd in de jaren 40 van de 19e eeuw vervangen door Berkel c.a. (cum annexis). maar de naam Berkel c.a. was toen al lang gangbaar. De toevoeging hielp niet bij het onderscheid met het Zuid-Hollandse Berkel (bij Rodenrijs) dat eveneens als Berkel c.a. bekendstond. De toevoeging van Enschot aan de gemeentenaam werd in 1941 officieel ingevoerd, vanwege de verwarring met het andere Berkel, alsmede klachten over de postbestelling.
In 1876 werd er een raadhuis in Berkel gebouwd. Het huidige raadhuis stamt uit 1932 en is ontworpen door architect Constant Panis uit Tilburg. Het heeft, eerst als raadhuis en later als politiepost, dienst gedaan tot 1997.
In 1881 werd de Abdij Koningshoeven gesticht door Franse trappisten. De trappistinnen betrokken in 1937 de Abdij Koningsoord. Deze is inmiddels niet meer in gebruik als klooster. De dertig zusters vertrokken in mei 2009 naar een nieuw klooster te Arnhem. Het voormalig klooster kreeg een nieuwe bestemming als woonlandschap.

## Bezienswaardigheden

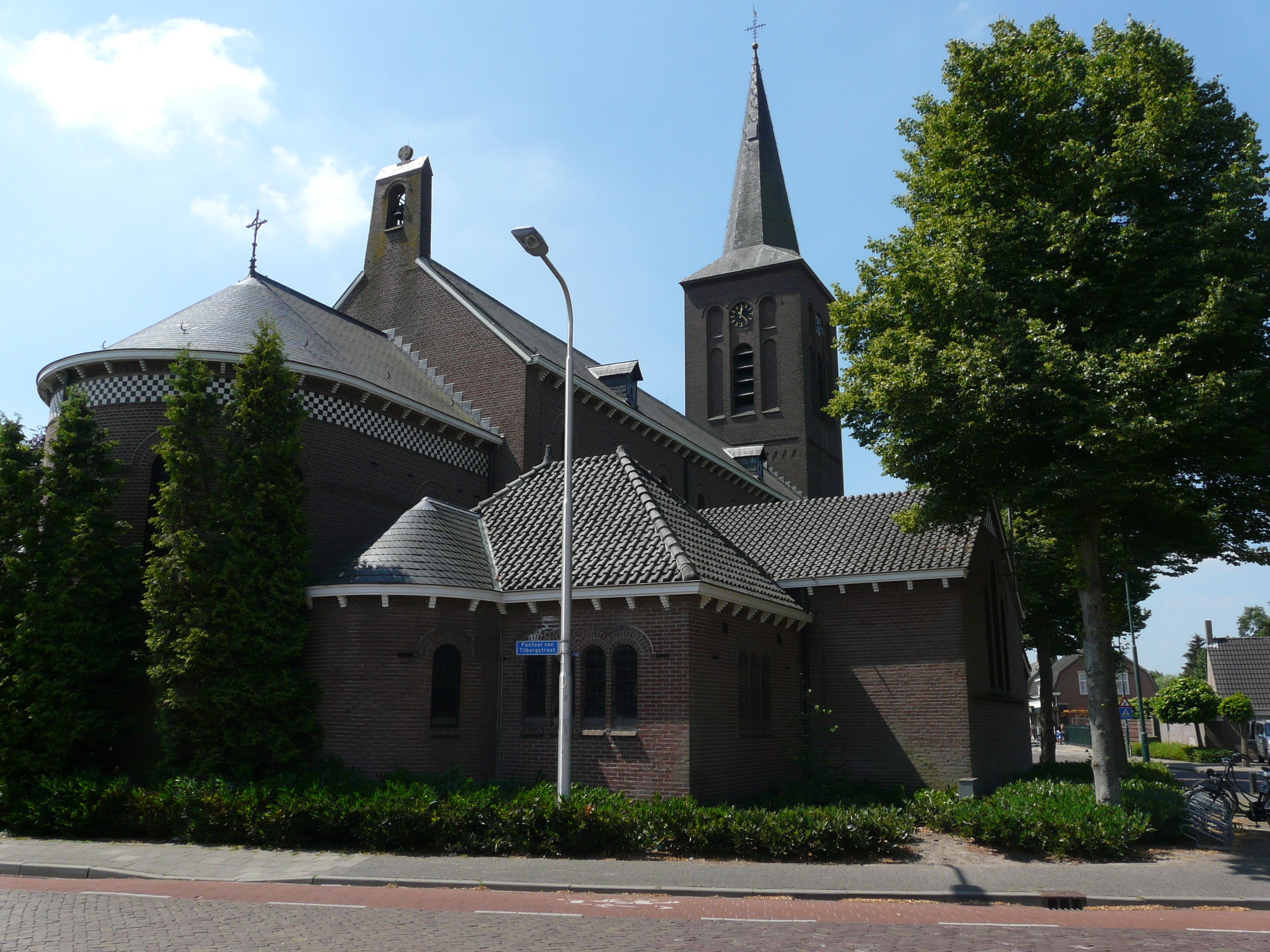
Sint-Willibrorduskerk

- Sint-Willibrorduskerk[8] te Berkel. Berkel had een kapel die in 1214 voor het eerst werd vermeld en in 1440 werd vernieuwd. In 1852 werd Berkel een zelfstandige parochie. De kapel werd hersteld en er werd in 1857 een toren tegenaan gebouwd, ontworpen door Hendrik Jacobus van Tulder. In 1910 werd de kapel gesloopt om plaats te maken voor een neogotische kerk, ontworpen door Jan Stuyt. De 19e-eeuwse toren werd ommetseld. Het is een bakstenen basiliek die een Loret-orgel bezit uit ongeveer 1875. Bij de parochie staat een Heilig Hartbeeld.
- Grafmonument van B.J.G. van Rijckevorsel, de eerste pastoor van Berkel, uit 1886.
- Sint-Caeciliakerk te Enschot. Op deze plaats stond sinds 1672 een schuurkerk, die in 1767 werd vernieuwd. Hier werd in 1898 een neogotische kerk gebouwd, ontworpen door Caspar Franssen. Het is een niet-georiënteerde kruisbasiliek. De kerk heeft de klokken van de oude Sint-Michaelkerk.
- Oude Toren van de Sint-Michielskerk te Enschot. Het is een vroeg-15e-eeuws bakstenen bouwwerk van drie geledingen. Het heeft tot de klokkenverdieping opgaande steunberen. De kerk kwam in 1648 in bezit van de Hervormden die hem echter nauwelijks konden onderhouden. In 1788 was de kerk al zwaar vervallen, maar de toren bleef bewaard. In 1938 en 1960 werd ze gerestaureerd en aan beide zijden bleef een deel van de zijbeuken van de kerk behouden en vormt met de toren één geheel.

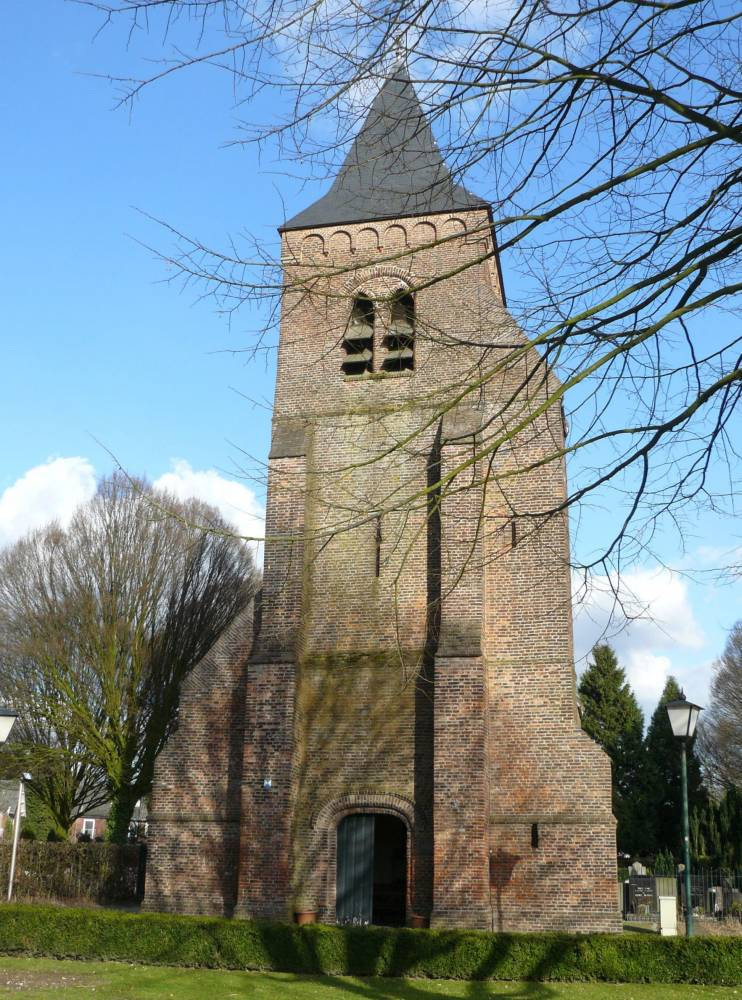
De bewaard gebleven toren van de St Michael kerk te Enschot (gem. Berkel-Enschot)

- Abdij Koningshoeven, een trappistenabdij op enkele kilometers van de dorpskernen, gesticht in 1881.
- Voormalige abdij Koningsoord.[9]

## Natuur en landschap
Van belang voor het landschap van Berkel-Enschot is het stroomdal van de Voorste Stroom met daarlangs de Helleputte en het Grollegat. Ten zuiden van deze stroom liggen de natuurgebieden Galgeven en Ter Braakloop die weer aansluiten aan andere natuurgebieden.

## Economie

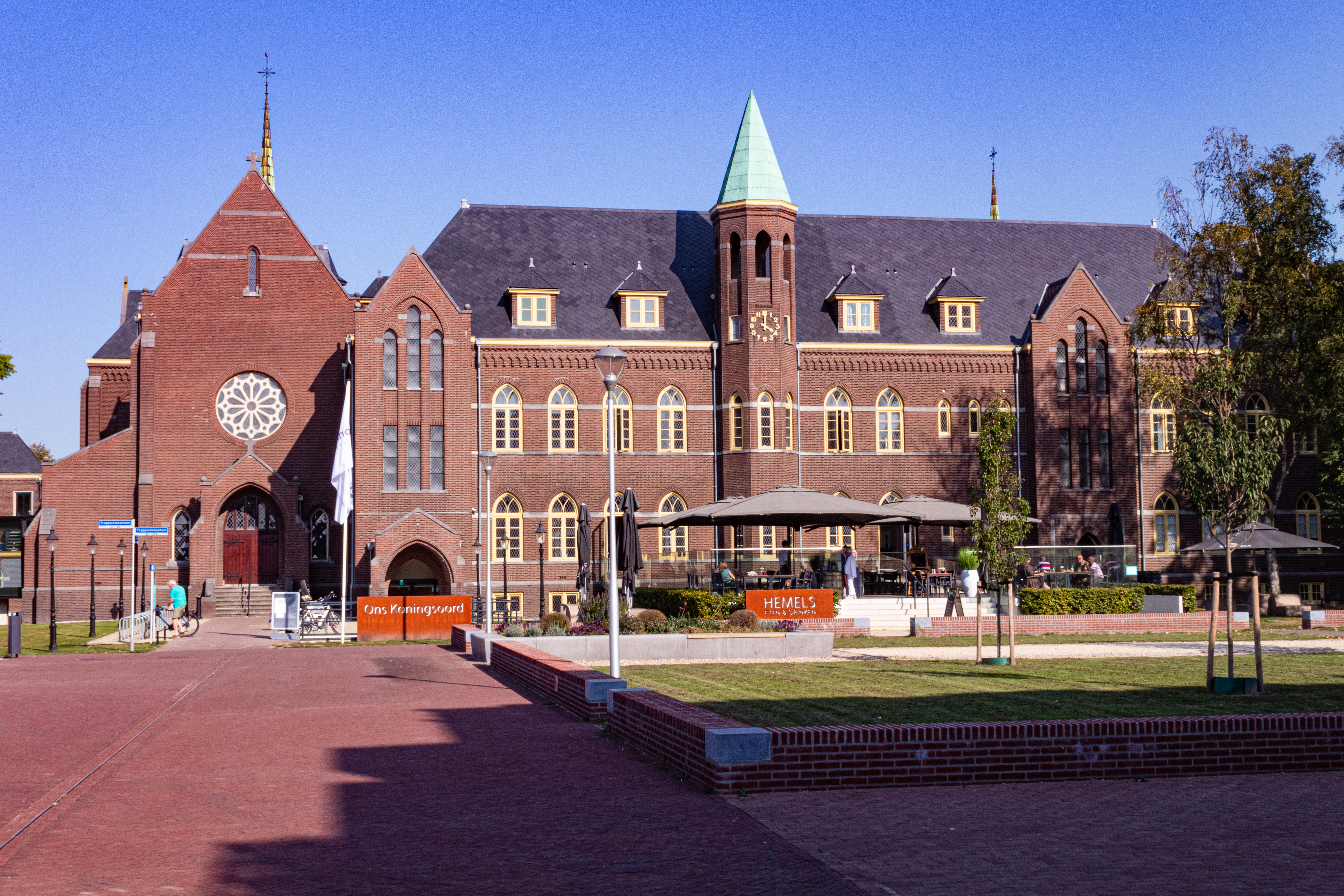
Koninginsoord Berkel-Enschot

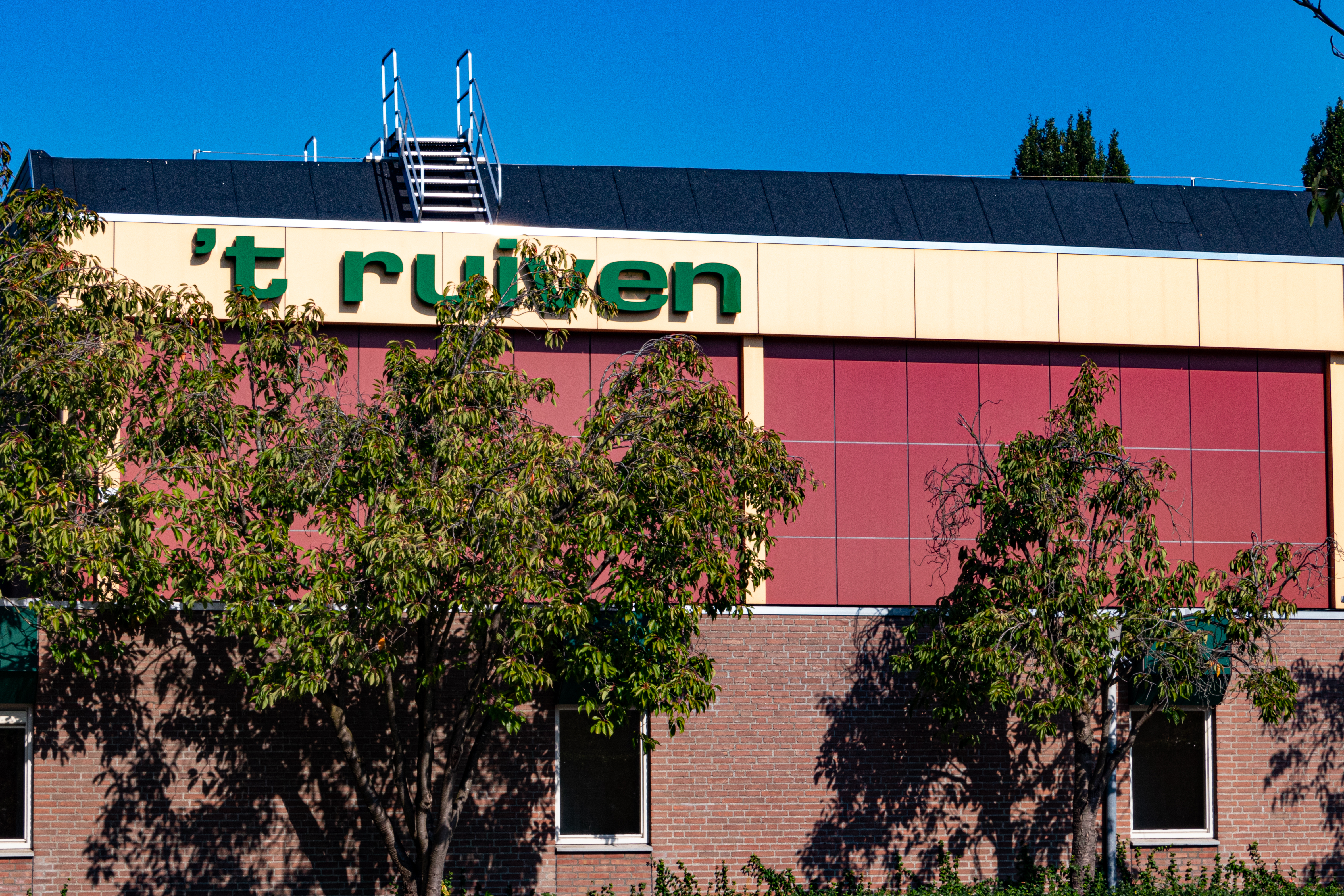
Sporthal 't ruiven Berkel-Enschot

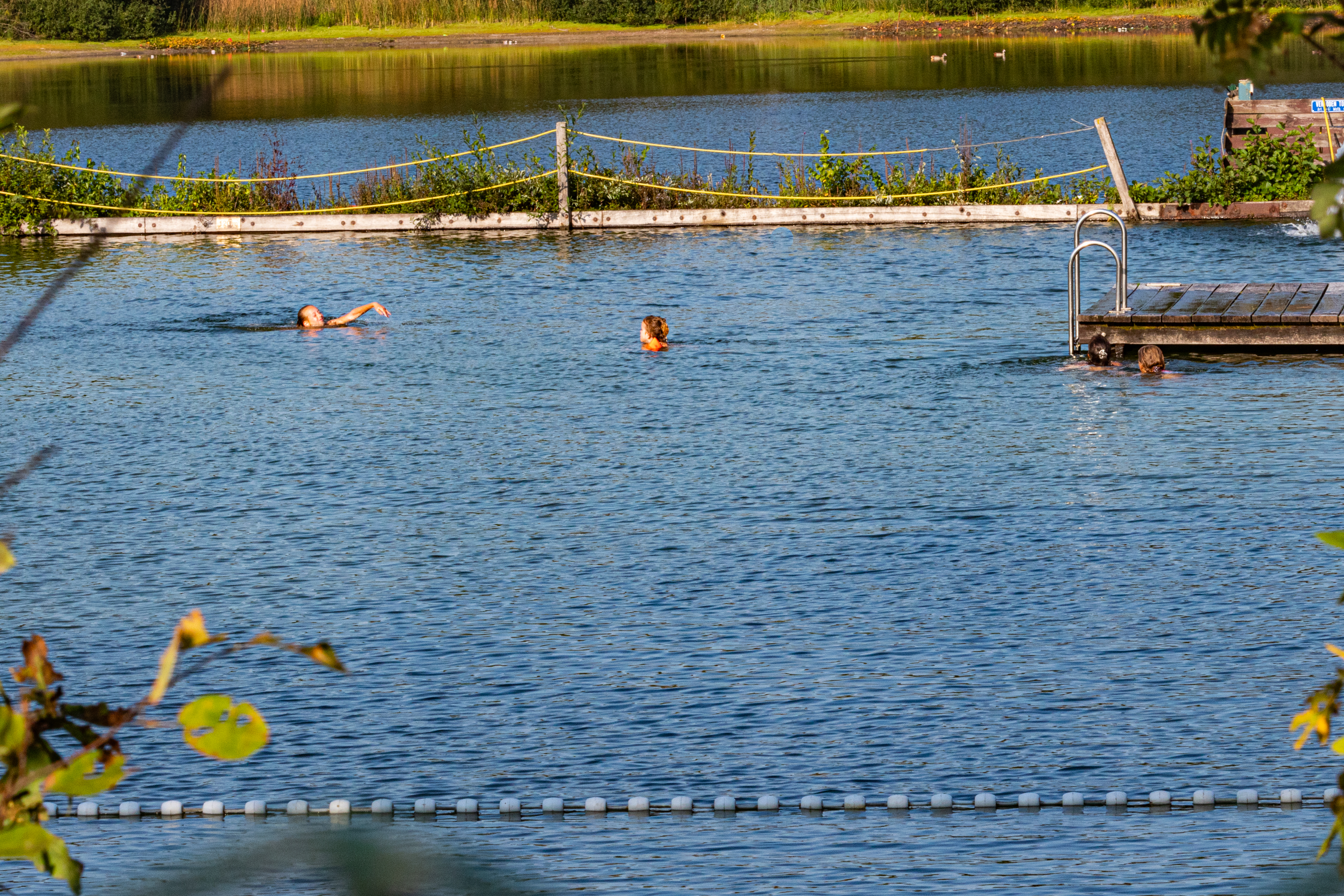
Strandbad Rauwbraken

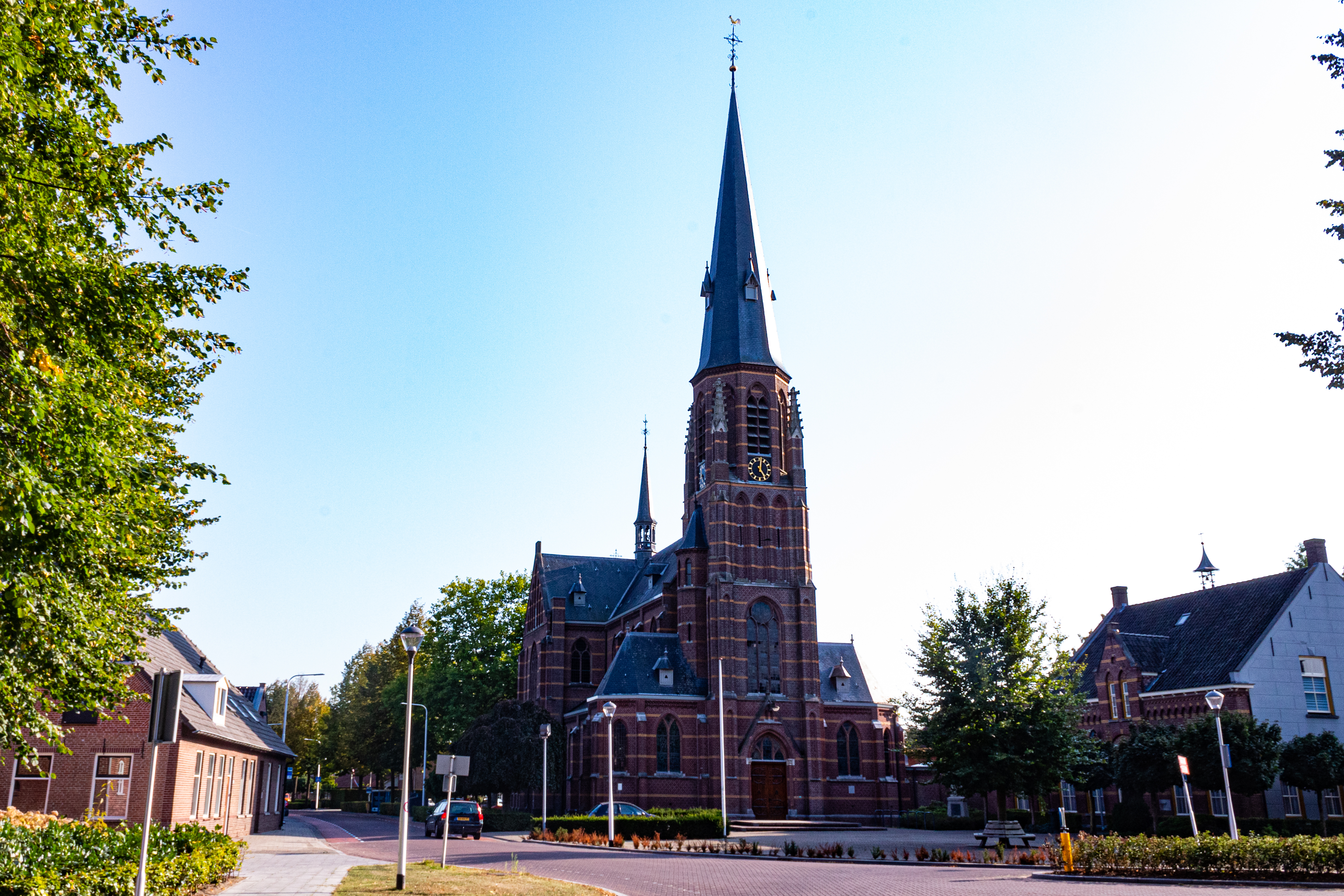
De Sint-Ceciliakerk in Bekel-Enschot

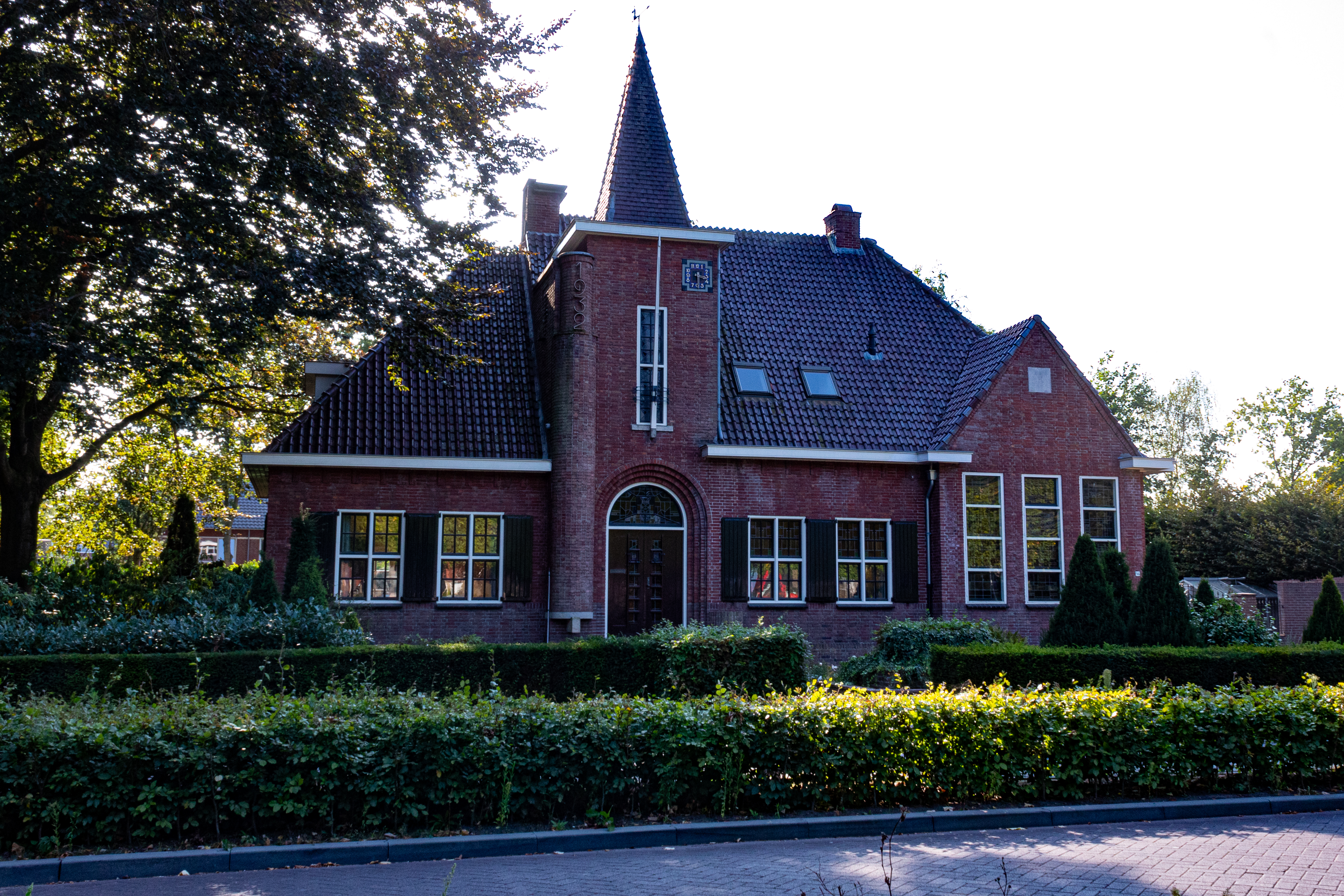
Het oude raadhuis van Berkel-Enschot

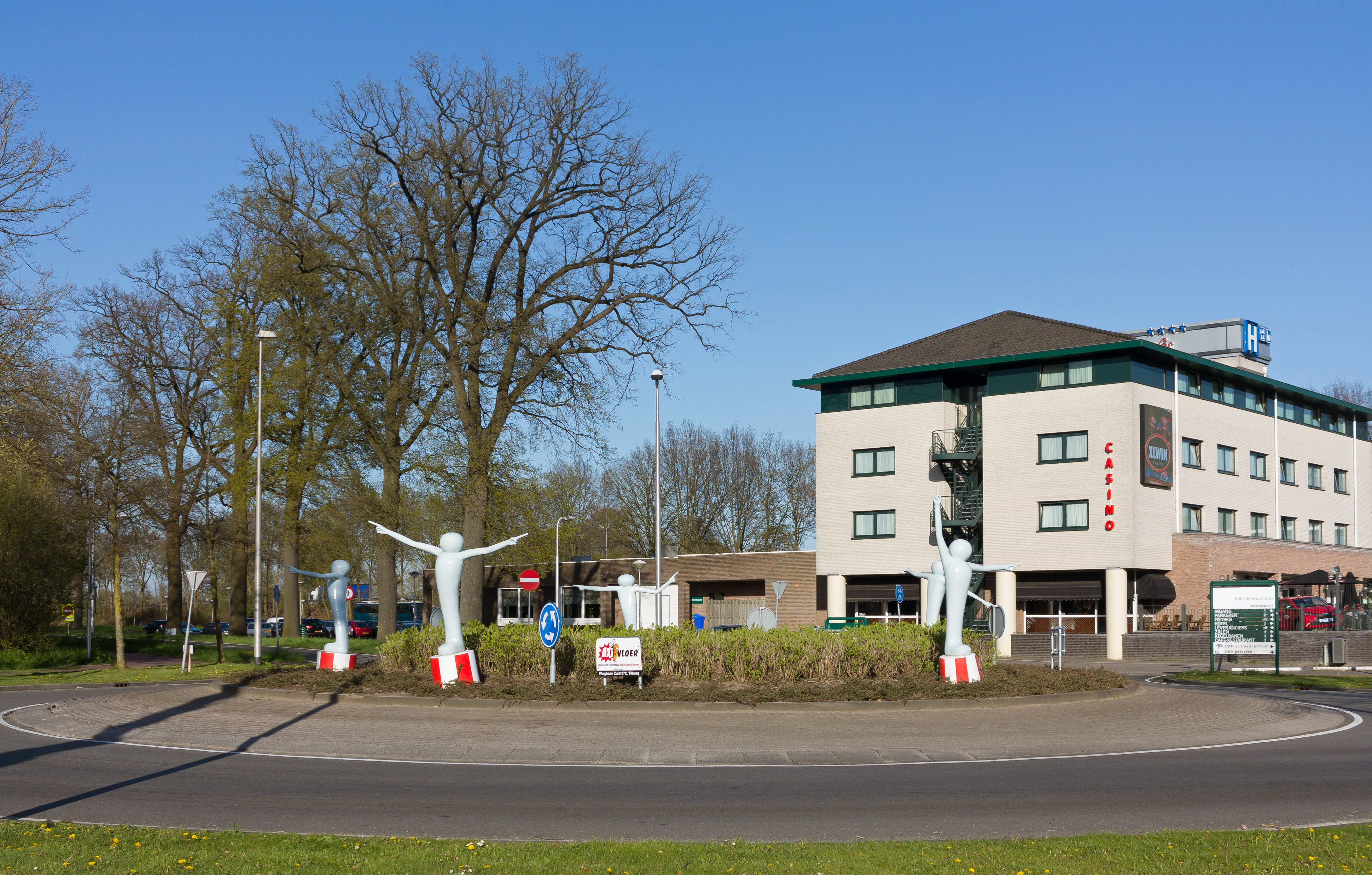
Rotonde bij de Puccinilaan

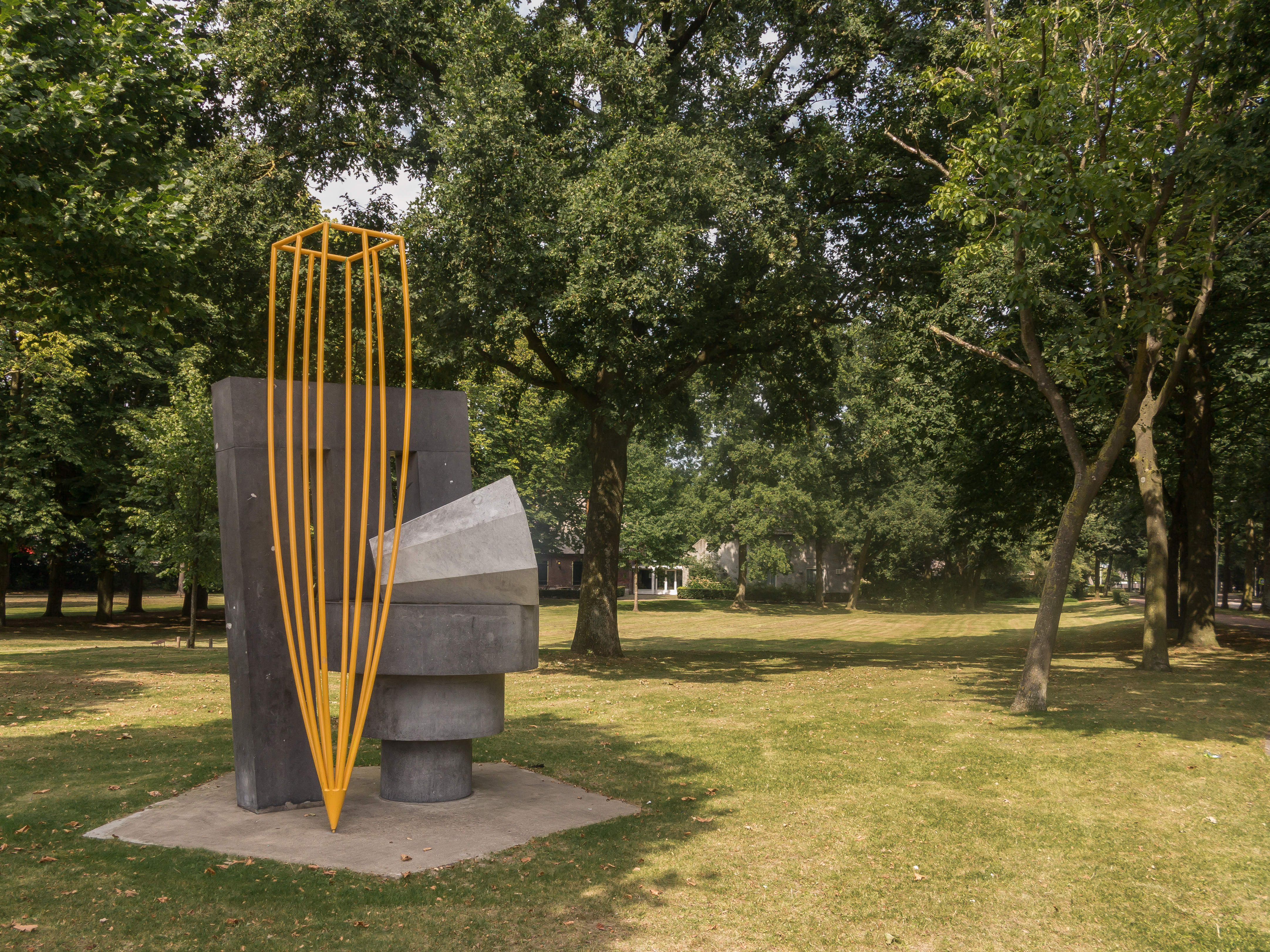
Sculptuur bij de Eisenhowerlaan-Durendaelweg

### Winkelen
Winkelcentrum Koningsoord is gebouwd op het terrein van het voormalige trappistinnenklooster. Op donderdagmorgen is er een weekmarkt.

## Evenementen
- Carnaval: Tijdens carnaval heet Berkel-Enschot Knollevretersgat.
- Sint Job bedevaart te Enschot
- Avondvierdaagse Berkel-Enschot
- Kermis Berkel-Enschot
- Ronde van Berkel: dikkebandenrace (kermis maandag)
- Galgenloop (laatste zondag van juni)
- Kraanpop
- Dorpsquiz (dag voor Kraanpop)
- Trekkertrek
- Kersttocht
- Zomerleut
- Berkel-Enschot aan de kook

## Voorzieningen
Berkel-Enschot heeft drie basisscholen (St. Caecilia, Berkeloo en Rennevoirt) en een middelbare school (2College Ruivenmavo), een bibliotheek, bejaardencentrum Torentjeshoef en woonvoorziening Boeijend Huys voor ouderen met dementie.
Voorzieningen voor cultuur en ontspanning zijn een partycentrum, cultureel centrum de Schalm, zwembad de Rauwbraken, sporthal 't Ruiven en de vele sportclubs zoals de voetbalclub Jong Brabant, Mixed Hockeyclub Berkel-Enschot en handbalclub White Demons.

## Verkeer en vervoer
Berkel-Enschot had van 1881-1938 een treinstation. De gemeente Tilburg heeft in 2009 plannen geformuleerd voor opnieuw een station, het vierde in de gemeente. Het gebouw zou nabij het voormalige station worden geprojecteerd. Het station, dat ook in Udenhout zou kunnen komen te liggen, wordt op zijn vroegst in 2028 gerealiseerd.

## Bekende inwoners
- Wilhelmus van Berkel (1869-1952), slager, uitvinder en ondernemer
- Fons Panis (1932-2023), politicus
- Corry Konings (1951), zangeres
- Adri Verhoeven (1952), beeldhouwer
- Nico Verhoeven (1961), wielrenner en ploegleider
- Mirjam Krijnen (1973), ambtenaar, diplomaat en Eerste Kamerlid
- Jannes Heuvelmans (2003), zanger